# Campeonato Mundial de Handebol Masculino de 1970
O Campeonato Mundial de Handebol Masculino de 1970 foi a sétima edição do Campeonato Mundial de Handebol. Foi disputado na França.

## Classificação Final
1. Roménia
2. Alemanha Oriental
3. Iugoslávia
4. Dinamarca
5. Alemanha Ocidental
6. Suécia
7. Chéquia
8. Hungria
9. União Soviética
10. Japão
11. Islândia
12. França
13. Noruega
14. Polónia
15. Suíça
16. Estados Unidos

## Resultados

### Fase Preliminar
| Data   | Partidas                            | Res.  |
| ------ | ----------------------------------- | ----- |
| ?      | Alemanha Oriental - União Soviética | 13-11 |
| 26 Feb | Suécia - Noruega                    | 8-6   |
| ?      | União Soviética - Noruega           | 10-90 |
| 28 Feb | Suécia - Alemanha Oriental          | 11-90 |
| ?      | Alemanha Oriental - Noruega         | 10-80 |
| 1 Mar  | União Soviética - Suécia            | 12-11 |

| Grupo A           | Partidas | Gols  | Pontos |
| ----------------- | -------- | ----- | ------ |
| Suécia            | 3        | 30-27 | 4      |
| Alemanha Oriental | 3        | 32-30 | 4      |
| União Soviética   | 3        | 33-33 | 4      |
| Noruega           | 3        | 23-28 | 0      |

| Data | Partidas                         | Res.  |
| ---- | -------------------------------- | ----- |
| ?    | Tchecoslováquia - Japão          | 19-90 |
| ?    | Iugoslávia - Estados Unidos      | 34-80 |
| ?    | Tchecoslováquia - Estados Unidos | 23-90 |
| ?    | Iugoslávia - Japão               | 17-17 |
| ?    | Japão - Estados Unidos           | 21-15 |
| ?    | Tchecoslováquia - Iugoslávia     | 16-15 |

| Grupo B         | Partidas | Gols  | Pontos |
| --------------- | -------- | ----- | ------ |
| Tchecoslováquia | 3        | 58-33 | 6      |
| Iugoslávia      | 3        | 66-41 | 3      |
| Japão           | 3        | 47-51 | 3      |
| Estados Unidos  | 3        | 32-78 | 0      |

| Data | Partidas                     | Res.  |
| ---- | ---------------------------- | ----- |
| ?    | Romênia - França             | 12-90 |
| ?    | Alemanha Ocidental - Suíça   | 11-10 |
| ?    | Romênia - Suíça              | 22-70 |
| ?    | Alemanha Ocidental - França  | 15-12 |
| ?    | França - Suíça               | 15-12 |
| ?    | Alemanha Ocidental - Romênia | 15-14 |

| Grupo C            | Partidas | Gols  | Pontos |
| ------------------ | -------- | ----- | ------ |
| Alemanha Ocidental | 3        | 41-36 | 6      |
| Roménia            | 3        | 48-31 | 4      |
| França             | 3        | 36-39 | 2      |
| Suíça              | 3        | 29-48 | 0      |

| Data   | Partidas             | Res.  |
| ------ | -------------------- | ----- |
| ?      | Dinamarca - Polônia  | 23-16 |
| 26 Feb | Hungria - Islândia   | 19-90 |
| 28 Feb | Dinamarca - Islândia | 19-13 |
| ?      | Hungria - Polônia    | 15-90 |
| 1 Mar  | Islândia - Polônia   | 21-18 |
| ?      | Hungria - Dinamarca  | 24-19 |

| Grupo D   | Partidas | Gols  | Pontos |
| --------- | -------- | ----- | ------ |
| Hungria   | 3        | 58-37 | 6      |
| Dinamarca | 3        | 61-53 | 4      |
| Islândia  | 3        | 43-56 | 2      |
| Polónia   | 3        | 43-59 | 0      |

### Fase de Posicionamento (9º-12º lugar)
As quatro seleções que ficaram em terceiro em seus grupos jogaram um torneio para definir quem ficaria do 9º ao 12º lugar.
| Data  | Partidas                   | Res.  |
| ----- | -------------------------- | ----- |
| ?     | União Soviética - França   | 25-14 |
| 3 Mar | Japão - Islândia           | 20-19 |
| 4 Mar | União Soviética - Islândia | 19-15 |
| ?     | Japão - França             | 22-13 |
| ?     | União Soviética - Japão    | 28-12 |
| 6 Mar | Islândia - França          | 19-17 |

| Fase de Posicionamento | Fase de Posicionamento | Partidas | Gols  | Pontos |
| ---------------------- | ---------------------- | -------- | ----- | ------ |
| 9.                     | União Soviética        | 3        | 72-41 | 6      |
| 10.                    | Japão                  | 3        | 54-60 | 4      |
| 11.                    | Islândia               | 3        | 53-56 | 2      |
| 12.                    | França                 | 3        | 44-66 | 0      |

### Fase Final
Os dois primeiros de cada grupo avançaram às Quartas-de-final. Os vencedores avançaram às semifinais, enquanto os perdedores jogaram pelas posições de 5º a 8º., 
| Data                                          | Partidas                               | Res.      |
| --------------------------------------------- | -------------------------------------- | --------- |
| Quartas-de-final                              |                                        |           |
| 3 Mar                                         | Romênia - Suécia                       | 15-13     |
| ?                                             | Alemanha Oriental - Alemanha Ocidental | •18-17•   |
| ?                                             | Dinamarca - Tchecoslováquia            | 18-16     |
| ?                                             | Iugoslávia - Hungria                   | 11-10     |
| Semifinais                                    |                                        |           |
| ?                                             | Romênia - Dinamarca                    | 18-12     |
| ?                                             | Alemanha Oriental - Iugoslávia         | 17-13     |
| Disputa do Bronze                             |                                        |           |
| ?                                             | Iugoslávia - Dinamarca                 | 29-12     |
| Final                                         |                                        |           |
| ?                                             | Romênia - Alemanha Oriental            | ••13-12•• |
| • após a prorrogação ••após duas prorrogações |                                        |           |

#### 5º-8º lugar
| Data        | Partida                      | Res.  |
| ----------- | ---------------------------- | ----- |
| 5º-8º lugar |                              |       |
| 5 Mar       | Suécia - Tchecoslováquia     | 12-11 |
| ?           | Alemanha Ocidental - Hungria | 15-13 |
| 7º-8º lugar |                              |       |
| ?           | Tchecoslováquia - Hungria    | 21-14 |
| 5º-6º lugar |                              |       |
| 7 Mar       | Alemanha Ocidental - Suécia  | 15-14 |

| Campeonato Mundial de Handebol Masculino de 1970 |
| Campeão                                          |
| ------------------------------------------------ |
| Romênia 3º Título                                |